# Skniłów (rejon złoczowski)
Skniłów (ukr. Скнилів) – wieś w obwodzie lwowskim, w rejonie złoczowskim na Ukrainie.

## Położenie
Na podstawie Słownika geograficznego Królestwa Polskiego i innych krajów słowiańskich Skniłów to: wieś w powiecie złoczowskim, położona 22 km na północny-zachód od sądu powiatowego w Złoczowie, 7 km na południe od stacji kolei żelaznej urzędu pocztowego i telegraficznego w Krasnym, na południe od Firlejowa oraz Olszanki Malej.